# 다시 만난 세계: 쩌미문
《다시 만난 세계: 쩌미문》은 2022년 7월 29일부터 2022년 10월 14일 투니버스에서 방영 중인 어린이 드라마이다.

### 등장인물
- 박민정 : 민쩌미/블랙쩌미 역
- 신윤주 : 박민정 역
- 박준혁 : 유선호 역
- 김가윤 : 유제인 역
- 안영현 : 이찬영 역
- 김예겸 : 한연우 역
- 여진주 : 민쩌미 엄마 역

### 특별출연
- 도티 : 도티 교장 역

### 결방.사유
- 2022년 9월 9일 : 추석연휴로 인한 결방.